# Instytut Historii Uniwersytetu Marii Curie-Skłodowskiej
Instytut Historii Uniwersytetu Marii Curie-Skłodowskiej – jednostka organizacyjna Wydziału Humanistycznego (do 2019), a następnie Wydziału Historii i Archeologii Uniwersytetu Marii Curie-Skłodowskiej w Lublinie. Instytut funkcjonuje od 1970 roku. Obecnie dyrektorem jest dr hab. Piotr Bednarz.

## Historia Instytutu
Sekcja historyczna w Uniwersytecie Marii Curie-Skłodowskiej została powołana do życia wraz z utworzeniem Wydziału Humanistycznego w 1952 r. Zorganizowano wówczas trzy katedry historyczne: Katedrę Historii Powszechnej (z dwoma Zakładami: Historii Starożytnej i Historii Średniowiecznej), Katedrę Historii Polski oraz Katedrę Historii ZSRR. Ich kadrę stanowili pozyskani z Krakowa, Poznania i Wrocławia profesorowie i docenci, m.in. Józef Garbacik, Kazimierz Myśliński, Eugeniusz Konik, Janusz Deresiewicz. Studia w roku akademickim 1952/1953 podjęło 65 studentów, na dwu pierwszych latach studiów.
Kolejną reorganizację przeprowadzono w 1958 r., gdy to powstał Zespół Katedr Historycznych z sześcioma Katedrami. W 1970 r. utworzono Instytut Historii, w skład którego weszło także 6 Zakładów. Dalszy rozwój organizacyjny doprowadził do obecnego stanu – 14 Zakładów. W Instytucie pracowali wybitni profesorowie: Adam Kersten, Tadeusz Łoposzko, Stanisław Tworek, Tadeusz Mencel, Juliusz Willaume, Henryk Zins, Tadeusz Radzik.
Od 2019 r. Instytut Historii wraz z Instytutem Archeologii współtworzy Wydział Historii i Archeologii (Wydział Humanistyczny zlikwidowano).

### Struktura organizacyjna w ramach Wydziału Humanistycznego
W ramach Instytutu Historii 20.01.2014 r. funkcjonowało 14 zakładów:
- Zakład Historii Starożytnej – kierownik: dr hab. Dariusz Słapek
- Zakład Historii Polski Średniowiecznej – kierownik: prof. dr hab. Ryszard Szczygieł
- Zakład Historii Powszechnej Średniowiecznej – kierownik: prof. dr hab. Andrzej Pleszczyński
- Zakład Historii XVI-XVIII wieku – kierownik: prof. dr hab. Henryk Gmiterek
- Zakład Historii Polski XIX wieku – kierownik: prof. dr hab. Jan Lewandowski
- Zakład Historii Powszechnej XIX wieku – kierownik: prof. dr hab. Małgorzata Willaume
- Zakład Historii Najnowszej – kierownik: dr hab. Robert Litwiński
- Zakład Historii Społecznej XX wieku – kierownik: prof. dr hab. Zbigniew Zaporowski
- Zakład Historii Krajów Europy Wschodniej – kierownik: prof. dr hab. Marek Mądzik
- Zakład Historii Gospodarczej – kierownik: dr hab. Grzegorz Jawor
- Zakład Nauk Pomocniczych Historii – kierownik: wakat
- Zakład Metodologii Historii – kierownik: prof. dr hab. Jan Pomorski
- Zakład Archiwistyki – kierownik: prof. dr hab. Krzysztof Skupieński
- Zakład Edukacji Historycznej i Dziedzictwa Kulturowego – kierownik: dr hab. Andrzej Stępnik

## Dyrektorzy
- prof. dr hab. Tadeusz Mencel (1970–1972)
- prof. dr hab. Stanisław Krzykała (1972–1975)
- dr hab. Stanisław Tworek (1975–1977)
- prof. dr hab. Wiesław Śladkowski (1977–1978)
- prof. dr hab. Kazimierz Myśliński (1978–1981)
- prof. dr hab. Zygmunt Mańkowski (1981–1984)
- prof. dr hab. Kazimierz Myśliński (1984–1986)
- prof. dr hab. Jan Lewandowski (1986–1987)
- prof. dr hab. Tadeusz Łoposzko (1987–1991)
- prof. dr hab. Józef Szymański (1991–1993)
- prof. dr hab. Tadeusz Radzik (1994–2000)
- prof. dr hab. Jan Lewandowski (2000–2003)
- prof. dr hab. Henryk Gmiterek (2003–2005)
- prof. dr hab. Grzegorz Jawor (2006)
- dr hab. Anna Sochacka (2006–2009)
- dr hab. Robert Litwiński, prof. nadzw. (2009–2012)
- dr hab. Dariusz Słapek (2012–2016)
- dr hab. Marek Sioma (2016–2019)
- dr hab. Dariusz Słapek (2019–2024)
- dr hab. Piotr Bednarz (od 2024)[5]

## Struktura organizacyjna i władze IH od 2024 r.
W 2024 roku struktura i władze IH UMSC w ramach  Wydziału Historii i Archeologii przedstawiały się następująco:
- Dyrektor – dr hab. Piotr Bednarz
- Zastępca Dyrektora – dr hab. Krzysztof Latawiec
- Przewodniczący Rady Naukowej Instytutu – dr hab. Piotr Bednarz
- Kierownik Katedry Historii Starożytnej i Średniowiecznej – prof. dr hab. Grzegorz Jawor
- Kierownik Katedry Historii XVI-XIX w. i Europy Wschodniej – dr hab. Piotr Bednarz
- Kierownik Katedry Metodologii i Badań nad XX-XXI w. – prof. dr hab. Robert Litwiński
- Kierowniczka Katedry Humanistyki Cyfrowej i Metodologii Historii – dr hab. Ewa Solska
- Kierownik Katedry Archiwistyki i Nauk Pomocniczych Historii – dr hab. Krzysztof Latawiec
- Kierownik Katedry Antropologii Przekazu Historycznego – prof. dr hab. Andrzej Pleszczyński
- Kierownik Katedry Historii Społecznej i Edukacji –  dr hab. Mariusz Ausz
- Kierownik Pracowni Historii Społeczeństwa Obywatelskiego i Samorządności Lokalnej – dr hab. Waldemar Kozyra

## Działalność naukowa
Od początku działalności pracownicy Instytutu rozwijali szerokie badania naukowe, dotyczące zarówno dziejów powszechnych jak i dziejów Polski. Badania dziejów powszechnych prowadzone są nad okresem republiki rzymskiej i wczesnego cesarstwa, następnie dziejami Europy Środkowej w średniowieczu (Czechy i Cesarstwo Niemieckie), stosunkami Polski z różnymi krajami europejskimi w czasach nowożytnych (zwłaszcza z Francją i Rumunią).
W zakresie badań dziejów Polski znajdują się problemy przemian gospodarczych, społecznych i kulturowych w różnych epokach historycznych, dzieje polityczne oraz kształtowanie się elit. Od wielu lat rozwijane są badania wychodźstwa polskiego oraz dziejów Polaków w Europie i Świecie w XIX i XX w. Szczególną uwagę od wielu lat poświęca się badaniu pogranicza polsko-ruskiego (problemy przemian gospodarczych, społecznych, ustrojowych, politycznych i kulturalnych) od średniowiecza do współczesności. Badane są też dzieje regionu lubelskiego zwanego Lubelszczyzną, w różnych epokach historycznych.
Prowadzone są też badania z zakresu nauk pomocniczych historii (dyplomatyki, heraldyki, sfragistyki, epigrafiki), zwłaszcza badania kancelarii, a także z metodologii historii (polska myśl metodologiczna, narracja historyczna) oraz z dydaktyki historii.
Instytut od 1956 roku prowadzi ożywioną współpracę międzynarodową, dotyczącą wymiany naukowej i wspólnych przedsięwzięć badawczych z Uniwersytetami we Lwowie i Łucku (Ukraina), Ołomuńcu (Czechy), Debreczynie (Węgry), Mińsku (Białoruś) oraz z Instytutem Historii Narodowej Akademii Nauk Ukrainy w Kijowie. Od 2001 roku pracownicy Instytutu prowadzą prace archiwalne w Instytucie Literackim w Maisons Laffitte. Utrzymują też ciągłe kontakty ze środowiskami naukowymi w Wielkiej Brytanii, Niemczech, Francji, Austrii, Czechach, Estonii, Szwajcarii i Rumunii.

## Periodyki
Instytut Historii wydaje własne czasopismo naukowe "Res Historica" ukazujące się w formie półrocznika. Na wykazie czasopism punktowanych Ministerstwa Nauki i Szkolnictwa Wyższego "Res Historica" uzyskała 100 punktów.
Prof. dr hab. Wiesław Śladkowski, prof. dr hab. Małgorzata Willaume oraz dr hab. Joanna Sobiesiak byli redaktorami naczelnymi sekcji historycznej (sectio F.) wydawanego przez uczelnię czasopisma Annales Universitatis Mariae Curie-Skłodowska. Obecnym redaktorem naczelnym jest dr hab. Wiesław Bondyra.